# TrueCrypt
TrueCrypt je nástroj s otevřeným zdrojovým kódem pro šifrování obsahu dat na disku s využitím OTFE pro operační systémy Microsoft Windows, Linux a Mac OS X. Nástroj umožňuje vytváření virtuálních disků v podobě souboru, který lze snadno připojit a pracovat s ním jako s jakýmkoliv jiným pevným diskem (HDD), nebo zašifruje celý diskový oddíl. Od verze 5.0 umí také šifrovat oddíl, ze kterého se bootuje operační systém (toto platí pouze pro verzi Windows). Šifrování/dešifrování probíhá transparentně při zápisu/čtení z disku na pozadí a uživatel se nemusí o nic starat. K souborům lze po připojení jednotky k souborovému systému počítače přistupovat běžným způsobem, což se stane až po zadání hesla - šifrovacího klíče. V případě, že je médium chráněno proti zápisu, tak disk bude připojen, ale nebude umožněno na něj zapisovat.

## Možnosti ukládání
TrueCrypt umožňuje data ukládat následujícími způsoby:
- Virtuální disková jednotka v podobě souboru. Vytvoří se šifrovaná disková jednotka, jejíž obsah je uložen v daném souboru. Velikost souboru si uživatel zvolí při vytváření jednotky, pouze v souborovém systému NTFS lze vytvořit jednotku s pohyblivou velikostí. Takové řešení je méně bezpečné, protože lze zjistit, které clustery jsou neobsazené a také může dojít k poškození dat v případě, že na fyzickém disku je nedostatek volného místa.

- Šifrovaný diskový oddíl. TrueCrypt umožňuje zašifrovat celý diskový oddíl pomocí určeného algoritmu.

- Šifrovaný systémový oddíl. Umožněno pouze pro systémy Windows XP, Vista, Server 2003 a Server 2008. V tomto případě je zašifrovaný systémový oddíl pevného disku. Při spuštění počítače se TrueCrypt dotáže na heslo a až poté se spustí operační systém. Všechny ostatní soubory na daném oddílu jsou taktéž zašifrovány.

Další možnosti ukládání:
- Traveler Mode - vhodné k ochraně flash disku, nebo jiného přenosného média. TrueCrypt připraví soubory tak, aby ihned při připojení přenosného zařízení byla zobrazena žádost o zadání hesla.

- Hidden volume (skrytý oddíl) je pokročilá ochrana dat pro případ, že by byl uživatel donucen prozradit heslo k šifrovanému disku. Skrytý oddíl je uložen uvnitř běžného oddílu a má své vlastní heslo. V běžné části virtuálního disku (ke kterému je přiřazeno jiné heslo) by měly být nějaké soubory sloužící jako kamufláž. Ty poté budou "prozrazeny", ale skrytá část zůstane utajena. Dokonce ani nebude možné zjistit, že se v daném oddílu skrytá část nachází. Tímto způsobem je také možné zašifrovat operační systém, ale je potřeba dbát dalších bezpečnostních opatření.

## Šifrovací algoritmy
TrueCrypt podporuje více šifrovacích algoritmů, v současné verzi je možné vytvořit virtuální disky s algoritmy AES, Twofish, Serpent a jejich kombinacemi AES-Twofish, AES-Twofish-Serpent, Serpent-AES, Serpent-Twofish-AES a Twofish-Serpent. Od verze 4.3 nelze vytvořit virtuální jednotku s algoritmy Blowfish, DES, Triple DES a CAST-128. Nicméně i nadále je možné takové disky připojit a pracovat s nimi.

### Hashovací algoritmy
Uživatel má na výběr ze tří algoritmů: RIPEMD-160, SHA-512 a Whirlpool.

### Heslo a keyfiles
Slouží jako šifrovací klíč. Zvolí se při vytváření virtuálního disku, ale kdykoli poté jej lze změnit.
- Heslo je nutnou součástí šifrovacího klíče. Doporučená délka je alespoň 20 znaků za použití speciálních znaků a číslic. Maximální délka hesla je 64 znaků.
- Ke zvýšení bezpečnosti je možné k heslu připojit i tzv. keyfile. To je soubor nebo více souborů, které slouží společně s heslem jako šifrovací klíč. Při každém připojení disku tak musí být zadáno správné heslo a přidány všechny odpovídající soubory.

## Historie
TrueCrypt je založen na programu Encryption for the Masses (E4M), populárním OTFE programu. Ten byl poprvé vydán v roce 1997. Práce na něm skončily, protože jeho autor začal pracovat na vývoji komerčního OTFE softwaru. První verze byla vydána 4. února 2004.
Ochranná známka TrueCrypt byla registrována v roce 2007 v České republice na jméno "David Tesařík a Ondřej Tesařík".

## Ukončení projektu
Dne 28. května 2014 bylo na stránkách projektu oficiálně oznámeno definitivní ukončení se slovy "TrueCrypt již není bezpečný". Krátce předtím byl proveden důkladný audit bezpečnosti, který byl úspěšný. Proto je oficiální důvod velmi často zpochybňován. Podobně se autor odkazuje na souvislost s ukončením oficiální podpory Windows XP, přestože se jedná o multiplatformní software. Kolem skutečného důvodu ukončení existuje hodně spekulací. Nejčastější z nich je zásah NSA (americká Národní bezpečnostní agentura), která se léta pokoušela neúspěšně dešifrovat pevné disky zašifrované právě TrueCryptem.
V den ukončení byla vydána verze 7.2. Nejedná se ovšem o plnohodnotnou aplikaci, protože neumí šifrované disky vytvářet, ale jen dešifrovat. Pro vytváření šifrovaných disků je nabízena technologie BitLocker, která je integrována ve Windows Vista a novější. Díky nejasnostem s ukončením projektu a ořezání aplikace zůstává na serverech třetích stran ke stažení verze 7.1a.
Mezitím probíhal nezávislý audit zdrojového kódu k ověření bezpečnosti poslední plnohodnotné verze 7.1a. Výsledkem auditu je zjištění, že TrueCrypt má chyby, které se ale netýkají jeho šifrovacích schopností, ale návaznosti na prostředí - operační systém.
Alternativou pro TrueCrypt jsou projekty VeraCrypt a CipherShed, které vycházejí z kódu původního TrueCryptu.